# نیو کسل (آلاباما)
نیو کسل (به انگلیسی: New Castle) یک منطقهٔ مسکونی در ایالات متحده آمریکا است که در شهرستان جفرسون، آلاباما واقع شده‌است. نیو کسل ۱۶۱٫۸۵ متر بالاتر از سطح دریا واقع شده‌است.